# Церковь Николая Чудотворца Пенская
Церковь Николая Чудотворца Пенская (Николо-Пенская церковь, храм Святого Николая на Пенье) — православный храм в южной части Ярославля, в посёлке Толчково. Построен на средства прихожан в 1689—1690 годах как тёплый храм Фёдоровского прихода.
В советское время (до 1987 года) функционировал в качестве кафедрального собора Ярославской епархии. Это единственный храм в старой части города, не закрытый в годы советской власти.

## История
Название «Пенская» или «на Пенье» церковь получила от пней, долгое время остававшихся вокруг неё после вырубки при постройке храма густого леса.
О построении в 1660-е годы деревянного Никольского храма повествует обработанная в XVIII веке «Повесть о начале зачатия и поставлении первыя древныя церкве святаго Николая Чудотворца, что на Пенье, како и кем доброхотных жителей и в которыя лета нача созидатися, и о явлении и написании и пренесения честнага образа пресвятыя Богородицы, Одигитрия нарицаемыя, Феодоровския и о создании, устроении и украшении вторыя каменныя церкве во имя Ея пресвятыя Богородицы Феодоровския, и потом о чудесах Ея, бываемых от онага образа пресвятыя Владычицы нашея Богородицы и Приснодевы Марии, купно же и летопись сея церкви».

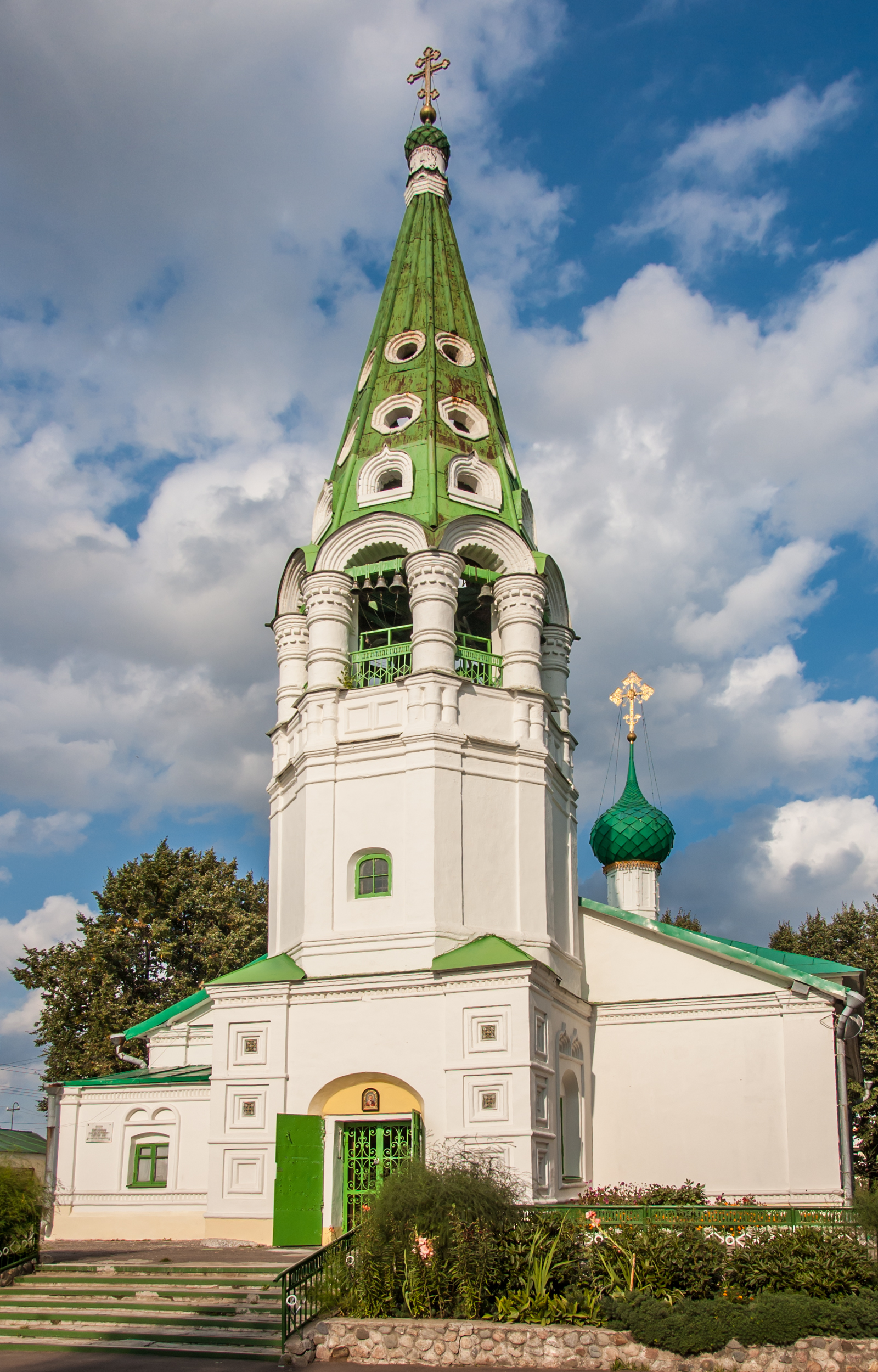
Вид с запада

Случившийся в 1659 году пожар в Толчковской слободе лишил её жителей деревянного Предтеченского храма. Новый каменный храм возводился долго, ибо был призван превзойти все прочие храмы Ярославля как размерами, так и изяществом отделки. Жители восточной окраины слободы решили не ждать завершения строительных работ и испросили у митрополита Ионы Сысоевича разрешение на возведение особого деревянного храма во имя Николая Чудотворца. Кожевенник Гурий Кочуров выделил под строительство двор своего должника. Окрестности были очищены слобожанами от леса, после которого «остася множество пенья» и от этих пней «именование своё церковь сия прият, и доныне именуемая пенская».

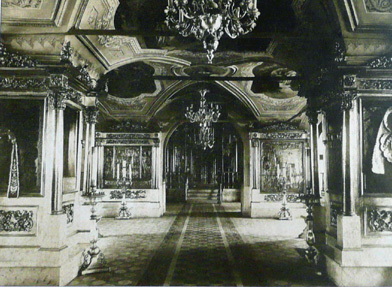
Внутреннее убранство церкви в нач. XX в.

Храм был построен за одно лето; освятил его протопоп Успенского собора Никита. По словам автора «Повести…», «из нелепоственного здания соделася храм светолепен». Захар и Гурий Даниловы Кочуровы вместе с Власом Власовым не только больше других сделали для образования нового прихода, но и заказали для него икону с изображением своих небесных покровителей — пророка Захарии, Гурия Исповедника, священномученика Власия. Из утвари деревянного храма в «Повести…» упомянуты серебряный потир и 20-пудовый колокол.
В 1681—1687 годах чуть южнее Никольской церкви прихожанами велось строительство холодного храма в честь Феодоровской иконы Божией Матери. На следующий год после его освящения они обратились к митрополиту с ходатайством о замене деревянного Никольского храма каменным. Этот каменный храм был освящён 30 ноября 1691 года и сохранился до нашего времени. Как было тогда принято в Ярославле, зимний храм был небольшим одноглавым храмом трапезного типа со скромным оформлением. Рядом с простым четвериком возносится стройный, прорезанный рядами слухов шатёр единственной в приходе колокольни. В самом конце XVII века прихожане Еремины оснастили колокольню звонами; набор колоколов пополнялся при закрытии и сносе приходских храмов в XX веке.

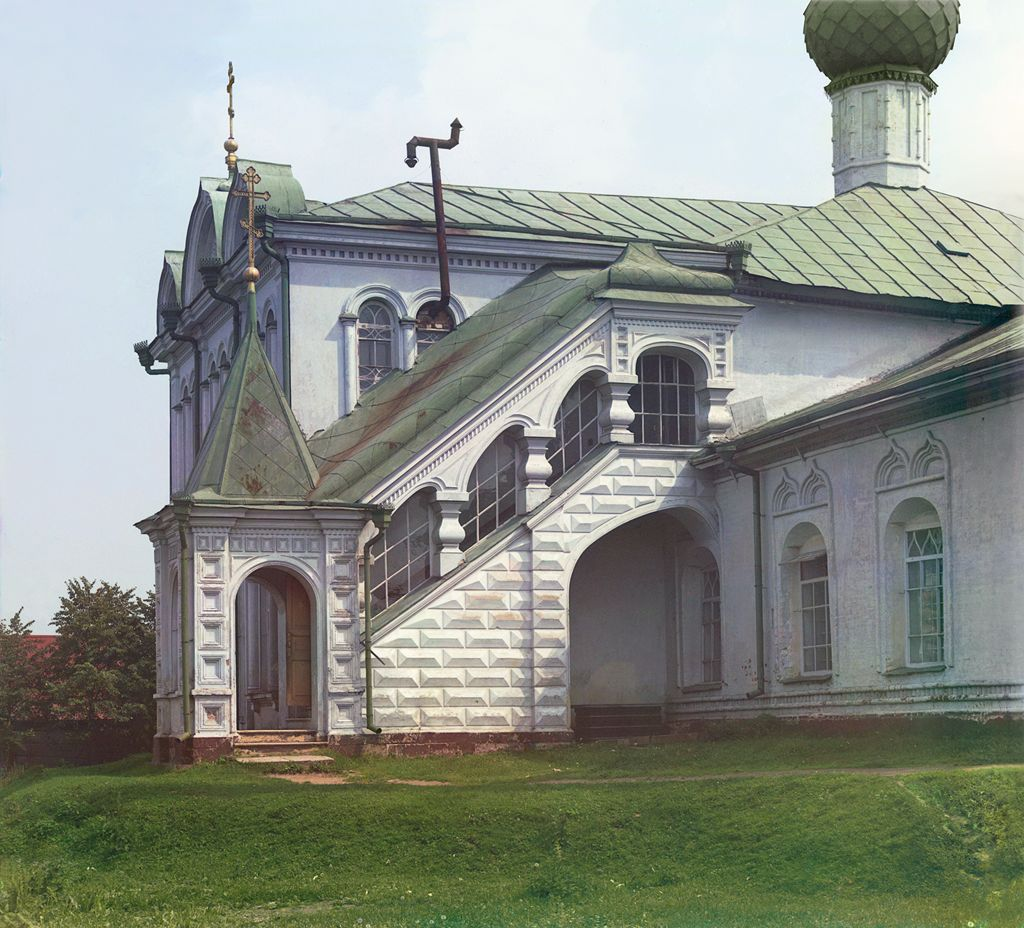
Сергиевский придел с крыльцом на ползучих арках. Фото Сергея Прокудина-Горского

В 1890 году купец С. А. Черногородов устроил с северо-восточной стороны придел Сергия Радонежского, над которым была надстроена Никольская часовня с отдельным входом со двора. Пристройка решена в русско-византийском стиле, плохо гармонирующем с лаконичной архитектурой четверика, однако крыльцо повторяет очертания типичных для старого Ярославля шатровых притворов на ползучих арках.
Нынешний иконостас придела был перевезён в 1958 году из разорённого Варницкого монастыря, который стоит на месте рождения преподобного Сергия Радонежского.
Николо-Пенский храм в советское время назывался «кафедральным Фёдоровским собором». Летний храм Феодоровской иконы Божией Матери возвратили приходу только в 1987 году, именно здесь были мощи ярославских чудотворцев — святых князей Василия и Константина. В настоящее время это домовой храм ярославских архиереев.